# 梅萊什基 (米爾霍羅德區)
50°14′15″N 33°43′35″E / 50.23750°N 33.72639°E
梅莱什基（烏克蘭語：Мелешки）是烏克蘭中部波爾塔瓦州米爾霍羅德區的村落。分別距離別列佐瓦盧卡2公里和科梅什尼亞4.5公里，始建於1625年，面積2.27平方公里，海拔高度107米，2001年人口186。